# Weilersbach (Kocher)
Der Weilersbach ist ein unter 5 km langer Bach nahe der Grenze der Gemeinde Braunsbach im Landkreis Schwäbisch Hall zur Stadt Künzelsau im Hohenlohekreis, beide im nordöstlichen Baden-Württemberg, der beim Braunsbacher Weiler Weilersbach von rechts und Nordosten in den mittleren Kocher mündet.

## Geographie

### Verlauf
Der Weilersbach beginnt seinen Lauf etwa 1,0 km südöstlich des kleinen Dorfes Laßbach der Stadt Künzelsau jenseits der Waldinsel Weide als Graben in natürlicher Mulde neben einem Feld im Gewann Strickgreut. Er setzt in einem westlichen Randstreifen des Stadtgebietes von Langenburg auf etwa 449 m ü. NHN an einer Weggabel ein und folgt dem nach Westsüdwesten führenden Feldweg. Nach etwa einem halben Kilometer erreichen Graben und Weg die L 1042 von Langenburg-Nesselbach zu dem viel näheren Laßbach. Jenseits dieser Landesstraße liegt im Gewann Streit der Laßbacher Stadtteilgemarkung gleich eine Quelle, von der an etwa der Wasserlauf in der alten Richtung nun als natürlicher, gewundener Bach weiterfließt, anfangs durch ein Auenwäldchen, nach einer erneuten Straßenquerung in der gleich nach dieser einsetzenden bewaldeten Muschelkalk-Klinge. Dem Lauf folgt schon ab der Landesstraße ziemlich exakt die Stadtgrenze von Künzelsau am rechten Ufer zur Gemeinde Braunsbach am linken.

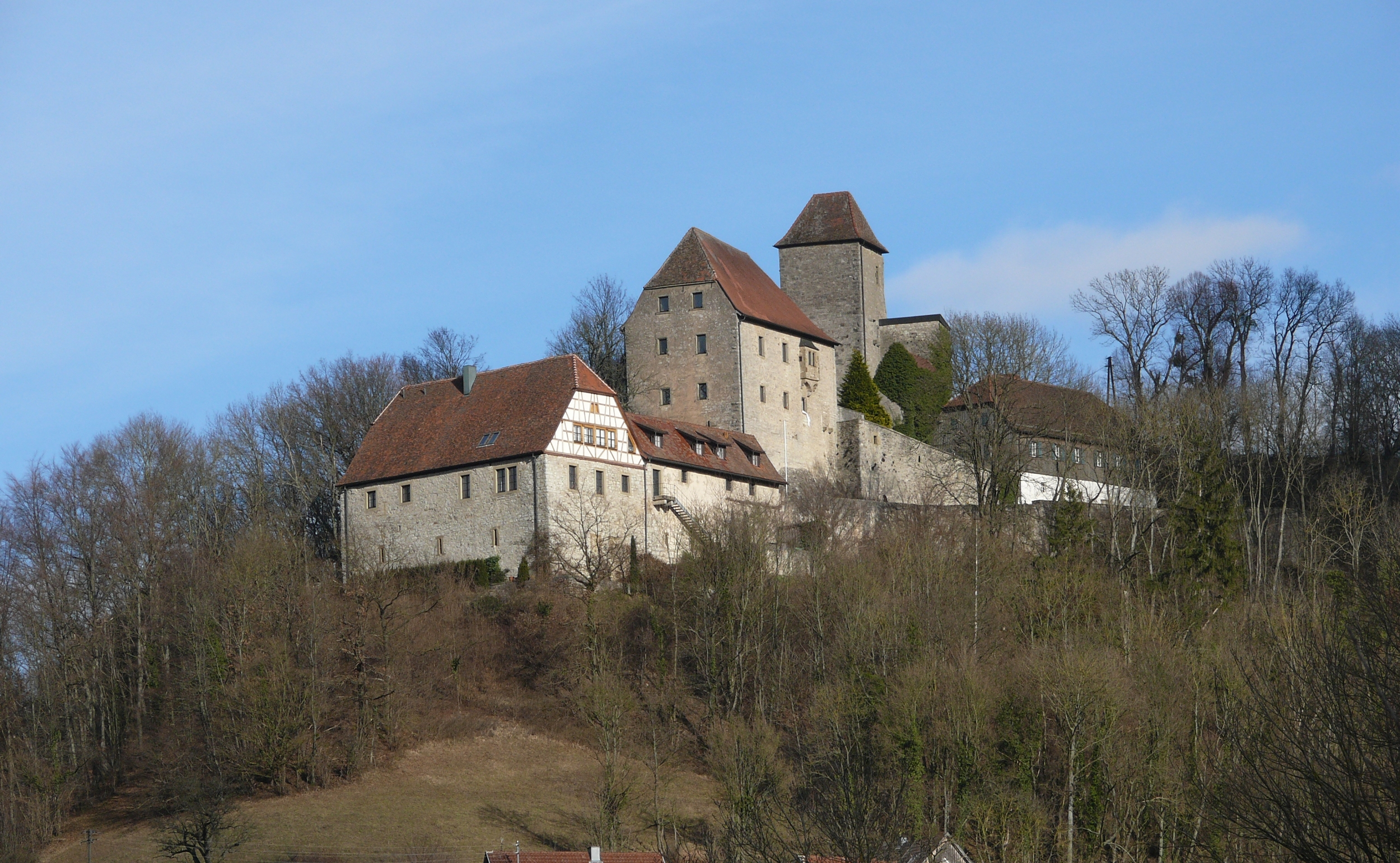
Die Burg Tierberg steht auf der Spitze des Hirschbach-Mündungssporns

Nachdem der Talwald sich nach einer längeren Schluchtstrecke am linken Hang zu einer kleinen Lichtung mit den wenigen Häusern des Braunsbacher Weilers Winterbach geöffnet hat, läuft gegenüber von Nordosten ein nur etwa halb so langer Bach aus einer rechten Nebenklinge zu, der zuvor nahe am Künzelsauer Dorf Vogelsberg vorbeigezogen ist. Der inzwischen gut hundert Meter in die Hochebene eingeschnittene Weilersbach wechselt auf dessen südwestliche Laufrichtung. Er fließt zwischen den Eckberg rechts und dem Hopfenberg links hindurch, auf dessen Sporn zum nächsten Zufluss die Burg Tierberg steht und etwas zurückgesetzt der Braunsbacher Weiler Tierberg. Gegenüber der Mündung dieses folgenden linken Zuflusses Hirschbach aus dem Osten, der seinerseits zuvor den recht langen Heerbach von rechts aufgenommen hat, haben an der rechten Talseite schon Steinriegel eingesetzt, die den Bach am Hang fast bis zur eigenen Mündung begleiten. Unter ihnen liegt nahe am Bach der Braunsbacher Weiler Sommerberg. Beim ebenfalls zu Braunsbach gehörenden Weiler Weilersbach unterquert der Bach die rechts des Kochers laufende L 1045, fließt in die schmale Aue des Flusses hinaus und mündet dann auf etwa 228,5 m ü. NHN von rechts in den mittleren Kocher.
Der Weilersbach mündet nach einem 4,6 km langen Lauf mit mittlerem Sohlgefälle von etwa 48 ‰ etwa 220 Höhenmeter unterhalb seines Ursprungs.

### Einzugsgebiet
Der Weilersbach hat ein 6,5 km² großes Einzugsgebiet, das naturräumlich gesehen ein Teil der Kocher-Jagst-Ebenen ist. Weit überwiegend liegt es in dessen Unterraum Östliche Kocher-Jagst-Riedel, zum kleinen Teil und mündungsnah im Unterraum Mittleres Kocher- und Unteres Bühlertal. Das Gebiet setzt auf dem Riedel zwischen den großen Flusstälern des Kochers im Westen und der Jagst im Osten sehr nahe an der Jagst an, welche von der Wasserscheide teils weniger als einen Kilometer entfernt fließt. Dieser östliche, höchste Teil der Gesamtwasserscheide liegt durchweg über 450 m ü. NHN und läuft auch über das Gebietsmaximum von 462,3 m ü. NHN.
Reihum grenzt das des Weilersbachs an die Einzugsgebiete der folgenden Nachbargewässer:
- Im Osten fließt die schon erwähnte Jagst, der von der Scheide her nur kleinere Klingenbäche zulaufen, darunter der Schnorrenberggraben im Südosten.
- Im Süden sind die nächsten Gewässer der Kocher-Nebenfluss Reichenbach und der ihm von der Scheide her zufließende Bach durch die Sandhaldenklinge.
- Im Westen fließt just vor dem Weilersbach der kurze und unbeständige Hirschbach steil den Talhang hinab zum Kocher.
- Im Norden wird das anliegende Gebiet außerhalb vom Erlesbach nunmehr zum abwärtigen Kocher hin entwässert.

Etwa auf der Hälfte des Einzugsgebietes steht Wald, überwiegend auf der Hochebene links des Gewässerstrangs aus Heerbach, unterem Hirschbach und unterem Weilersbach. In der offenen Flur dominieren die Äcker, ausgenommen an den Steillagen.
Einen sehr kleinen Anteil am Einzugsgebiet hat die Kleinstadt Langenburg, er liegt ganz im Osten eng um den Bachursprung. Den größten Anteil hat die Gemeinde Braunsbach abwärts davon links des Weilersbachlaufes und am Unterlauf auch bis hinauf auf den rechten Talhang. Beide Kommunen liegen im Landkreis Schwäbisch Hall. Der Rest der Fläche rechtsseits des Bachlaufs gehört zur Stadt Künzelsau im Hohenlohekreis.
Es gibt nur die folgenden kleinen Siedlungsplätze im Einzugsgebiet. Auf der Hochebene stehen wenige Häuser des Künzelsauer Dorfes Vogelsberg knapp diesseits der nördlichen Wasserscheide und der Braunsbacher Weiler Tierberg auf dem Hochebenensporn zwischen Weilersbach und Hirschbach, dessen Spitze die Burg Tierberg einnimmt. Im Tal säumen etwas erhöht nacheinander die Braunsbacher Weiler Winterberg links und Sommerberg rechts den Lauf, zuletzt durchquert der Bach am Kochertalrand den Braunsbacher Weiler Weilersbach.

### Zuflüsse und Seen
Hierarchische Liste der Zuflüsse und  Seen von der Quelle zur Mündung. Gewässerlänge, Seefläche, Einzugsgebiet und Höhe nach den entsprechenden Layern auf der Onlinekarte der LUBW. Andere Quellen für die Angaben sind vermerkt.
Ursprung des Weilersbachs auf etwa 449 m ü. NHN ca. 1,0 km südöstlich des Dorfes Laßbach der Stadt Künzelsau im Gewann Strickgreut der Stadt Langenburg. Der Bach fließt zunächst westsüdwestlich.
- (Bach aus dem Greut), von rechts und Nordosten auf etwa 334,3 m ü. NHN[LUBW 2] gegenüber von Braunsbach-Winterberg, 1,2 km und ca. 0,6 km². Entspringt auf etwa 437 m ü. NHN einer Quelle am Südrand des Waldstückes Wald neben der Straße Laßbach–Künzelsau-Vogelsberg.
  -  Durchfließt auf etwa 428 m ü. NHN einen hinter einem Feldwegdamm angestauten Teich etwa 0,6 km ostsüdöstlich der Ortsmitte von Vogelsberg, 0,3 ha.
- Hirschbach, zuletzt durch die Heerklinge (!), von links und Osten auf etwa 273,7 m ü. NHN[LUBW 2] bei Braunsbach-Sommerberg, 2,3 km und ca. 3,0 km². Entsteht auf etwa 434 m ü. NHN im Wald am Gewann Hirschplatte neben der L 2547 von nahe Tierberg nach Braunsbach-Zottishofen.
Dieser Oberlauf ist etwa ein Drittel kürzer als der Weilersbach selbst bis zum Zufluss, übertrifft aber dessen akkumuliertes Einzugsgebiet bis dorthin um etwa ein Zehntel.
  - Heerbach (!), von rechts und Ostnordosten auf etwa 338,9 m ü. NHN[LUBW 2] etwa 0,3 km südöstlich von und unter Braunsbach-Tierberg, 1,6 km und ca. 0,8 km². Entsteht auf etwa 449 m ü. NHN am Südrand des Waldsporns Hohes Hölzle zum Flurgewann Stöckwiesen.

Mündung des Weilersbachs von rechts und Nordosten auf knapp 228,5 m ü. NHN beim Weiler Weilersbach der Gemeinde Braunsbach in den mittleren Kocher. Der Weilersbach ist 4,6 km lang und hat ein 6,5 km² großes Einzugsgebiet.

## Geologie
Am Ostrand des Einzugsgebietes liegt geschlossen der Lettenkeuper (Erfurt-Formation) des Unterkeupers, die in der Ablagerungsfolge höchste mesozoische Schicht im Gebiet, die sich in Zungen weit westsüdwestwärts auf die Sporne zwischen den vier Gewässertälern des Bachsystems und am weitesten entlang der äußeren Wasserscheiden erstrecken. Diese Schicht nimmt so etwa die Hälfte des Einzugsgebietes ein.
Wo die landschaftstypischen Klingen-Einkerbungen beginnen, wechseln die Bäche in den darunter liegenden Oberen Muschelkalk. Erst nach dem Zufluss des Heerbachs beziehungsweise nach dem Zufluss des Baches aus dem Greut erreichen Weilersbach und Hirschbach etwa 0,6–0,7 km vor ihrer eigenen Vereinigung den Mittleren Muschelkalk. Kurz nach diesem letzten Zusammenfluss läuft dann der Weilersbach im Unteren Muschelkalk, in dessen Schichthöhe er auch in den Kocher mündet.
Lösssediment aus quartärer Ablagerung gibt es inselhaft über dem Lettenkeuper im Greut südwestlich von Laßbach sowie zweimal auf der Hochfläche linksseits des oberen Hirschbachs. An einigen Stellen liegen auf dem Mittleren und Oberen Muschelkalk kleine quartäre Rutschungen; zwei gegenüberliegende am mittleren Weilersbach westlich von Tierberg sorgen zwischen Eckberg und dem Tierberger Sporn für eine Talverengung.
Die Bachanfänge auf der flachen Hochebene verlaufen bis zum Beginn der Klingeneinschnitte meist in Schwemmsediment; dieselbe holozäne Schicht findet sich im Talverlauf des Weilersbachs erst wieder kurz vor dem Zufluss des Hirschbachs und begleitet ihn von da an bis ans Talende bei Weilersbach, ab wo der Bach einen flachen Mündungskegel bis an den Kocher vorgeschoben hat.
Die Verkarstung des Oberen Muschelkalks zeigt eine Dolinenreihe links des mittleren Hirschbachs etwa in Höhe des oberen Hangknicks; eine dieser Dolinen an der Waldlichtung Heerwiese hat über einen Schacht Verbindung zu einer ca. 0,6 km langen vadosen Karsthöhle. Weiter auf die südliche Wasserscheide zu liegt am Rand der Waldlichtung Salenwiese eine weitere, recht umfängliche Doline, in welcher drei kleine Gerinne in einem Ponor verschwinden; sie ist als Geotop geschützt.

## Natur und Schutzgebiete
Der Weilersbach, anfangs ein Weggraben, zeigt nach der Querung der Landesstraße im Süden von Laßbach am Oberlauf ein natürlicheres Bild. Er verläuft in dort anfangs erdig-schlammigem, später feinkiesig-steinigem halbmeter- bis meterbreitem Bett durch ein oft schmales Auenwäldchen aus überwiegend Eschen und Erlen. In Abschnitten liegt er zuweilen trocken.
Ab dem Beginn seiner Oberlaufklinge jenseits einer weiteren Straßenquerung kerbt er sich mehr und mehr eng und steil ein. Nun steht Wald, in dem östlich blanker Fels zu sehen ist, teils bis an den Knick des Hangs hinauf, an dem zuweilen Sickerquellen austreten. Darunter schlängelt sich leicht das bis zu zwei Meter breite Bett des Baches und wird mehr und mehr steinig; dieser stürzt über kleine Felsstufen herab, trocknet aber zuzeiten auch aus.
Erst nach dem rechten Nebenklingenzulauf von Vogelsberg her, dem dortigen Laufknick und dem kleinen Weiler Winterberg links am Unterhang öffnet sich das Tal vom Rand der weiterhin den Bach begleitenden Baumgalerie bis weit hoch auf die Hänge. Am rechten laufen die ersten Steinriegel herab, deren Folge sich bis an den Kochertalrand fortsetzt. Gegenüber am Sporn der Burg Tierberg gibt es ebenfalls einige Steinriegel, Magerrasen und Hecken, diese Landschaftselemente ziehen sich um ihn herum ins ebenfalls offene Untertal des etwas abwärts zufließenden Hirschbachs hinauf. Der Weilersbach ist nach dessen Zumündung zwei bis drei Meter breit und seine Sohle bis zu zwei Meter tief in den Talboden eingetieft. Entlang einer Straße am rechten Unterhang erstreckt sich danach unter den Steinriegeln und über der Bachgalerie der Weiler Sommerberg, die Galerie wird nur durch den mündungsnahen Weiler Weilersbach kurz dünn und setzt dort aus.
Der Bach aus dem Greut, der Heerbach und der Hirschbach vor seinem offenen Untertal laufen in bewaldeten Klingen ähnlich der des Weilersbachs.
Auf den Waldhöhen links über dem Gewässerzug Heerbach–Hirschbach–Weilersbach gibt es in Waldlichtungen – eine sehr große liegt im Gewann Hirschbach, eine am Hammelsschlag, eine auf der Hirschplatte, dazu gibt es die Salenwiese, die Heerwiese und auch einen Teil des Lichtungsgewanns Brühl, in dem just außerhalb der Einzugsgebietsgrenze ein kleiner Teich liegt – einige Feucht- und Nasswiesen teils mit Quellbereichen und mit Vorkommen der Trollblume. Einige von diesen sind als Naturdenkmale geschützt. Oberhalb des Heerbach-Ursprungs liegt über die Ostgrenze des Einzugsgebiets hinweg im Wald neben einer Flurbucht das Naturdenkmal Schanzäcker, dort sind nichtlineare Wall-und-Graben-Strukturen zu erkennen.
Der überwiegende Teil der Klingen und Untertäler sowie ein Großteil der Waldhöhen im südlichen Einzugsgebiet liegen im Landschaftsschutzgebiet Kochertal zwischen Schwäbisch Hall und Weilersbach mit Nebentälern, das mehr als ein Drittel von dessen Fläche einnimmt. Nördlich des Ortes Weilersbach setzt sich das unter Landschaftsschutz stehende Gebiet unmittelbar in einem kleinen Randzwickel des Nachbargebietes Kochertal bei Kocherstetten fort.
Dort ragt auch ein Wasserschutzgebiet des Künzelsauer Stadtteils Kocherstetten über die nordwestliche Einzugsgebietsgrenze herüber. Ein kleineres Wasserschutzgebiet südöstlich von Laßbach bis ans rechte Ufer des Weilersbach-Oberlaufs heran liegt zur Hälfte ebenfalls diesseits der Wasserscheide.

### LUBW
Amtliche Online-Gewässerkarte mit passendem Ausschnitt und den hier benutzten Layern: Lauf und Einzugsgebiet des Weilersbachs

Allgemeiner Einstieg ohne Voreinstellungen und Layer: Daten- und Kartendienst der Landesanstalt für Umwelt Baden-Württemberg (LUBW) (Hinweise)
1. 1 2 3  Höhe nach dem Höhenlinienbild auf dem Hintergrundlayer Topographische Karte.
2. 1 2 3 4 5 6  Höhe nach schwarzer Beschriftung auf dem Hintergrundlayer Topographische Karte.
3. 1 2  Länge nach dem Layer Gewässernetz (AWGN).
4. 1 2  Einzugsgebiet nach dem Layer Basiseinzugsgebiet (AWGN).
5. ↑  Seefläche nach dem Layer Stehende Gewässer.
6. ↑  Einzugsgebiet abgemessen auf dem Hintergrundlayer Topographische Karte.
7. ↑  Länge abgemessen auf dem Hintergrundlayer Topographische Karte.
8. ↑  Dolinenreihe nach dem Layer Biotop.
9. ↑  Geotopsteckbrief der Doline an der Salenwiese (PDF, 390 kByte) nach dem Layer Geotop.
10. ↑  Schutzgebiete nach den einschlägigen Layern, Natur teilweise nach dem Layer Biotop.

### Andere Belege
1. ↑  Modellierte Werte nach Abfluss-BW Gewässerknoten MQ/MNQ
2. ↑  Wolf-Dieter Sick: Geographische Landesaufnahme: Die naturräumlichen Einheiten auf Blatt 162 Rothenburg o. d. Tauber. Bundesanstalt für Landeskunde, Bad Godesberg 1962. → Online-Karte (PDF; 4,7 MB)
3. ↑  Geologie nach den Layern zu Geologische Karte 1:50.000 auf: Mapserver des Landesamtes für Geologie, Rohstoffe und Bergbau (LGRB) (Hinweise)